# Maison de la culture Laikku
La maison de la culture Laikku (finnois : Kulttuuritalo Laikku)  ou ancienne bibliothèque de Tampere (finnois : Vanha kirjastotalo) est un bâtiment situé sur la place centrale de Tampere en Finlande.

## Histoire
Le projet de construction d'une bibliothèque date de 1893.
En 1919, Emil Aaltonen donne un million de marks finlandais pour sa construction.
En 1922, le concours d'architecte est lancé et il est remporté par Jussi et Toivo Paatela à qui on demande cependant d'ajouter une salle de réunion du conseil municipal, une salle d'exposition et un institut de formation des travailleurs.
Lors de l'inauguration Emil Aaltonen donne encore 200 000 marks pour l'érection d'une statue d'Aleksis Kivi qui sera dévoilée en 1928. 
Une statue d'Emil Aaltonen est visible dans le bâtiment.
En 1962, le conseil municipal et l'institut de formation quittent les locaux.
Malgré les extensions de 1973, la bibliothèque va rapidement manquer d'espace. 
La nouvelle bibliothèque Metso est terminée en 1986, et le bâtiment devient l'ancienne bibliothèque.
De nos jours, le bâtiment abrite des bureaux de la direction municipale de la culture et la galerie Emil. 
De décembre 2016 au printemps 2018, d'importants travaux de rénovation transforment l'ancienne bibliothèque en centre culturel.